# Chiesa di San Lorenzo (San Buono)
La chiesa parrocchiale di San Lorenzo Martire è il principale edificio religioso del comune di San Buono, sito in piazza Giuseppe Amicarelli.

## Storia

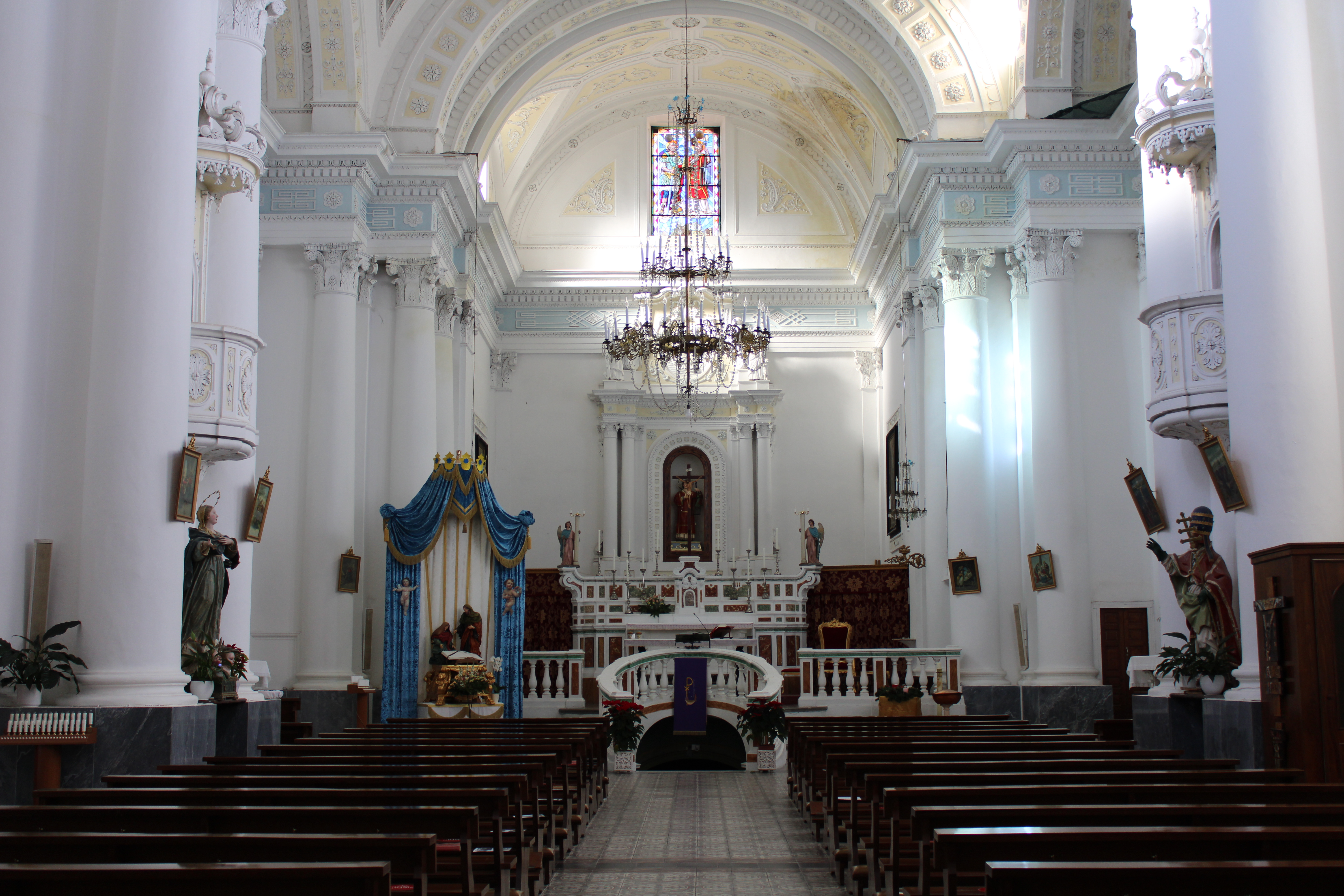
Interno della chiesa

La chiesa, già citata nelle decime dei primi decenni del XIV secolo, è il frutto delle trasformazioni che investirono integralmente il paese nel XVI secolo. Ingloba, infatti, così come l'attiguo Palazzo Caracciolo, i resti del castello di San Buono, del quale rimangono soltanto testimonianze scritte.
Nel 1774, a seguito dell'arrivo delle reliquie di San Buono, venne realizzata una cripta dove è custodito il corpo del martire, patrono della città.

## Descrizione

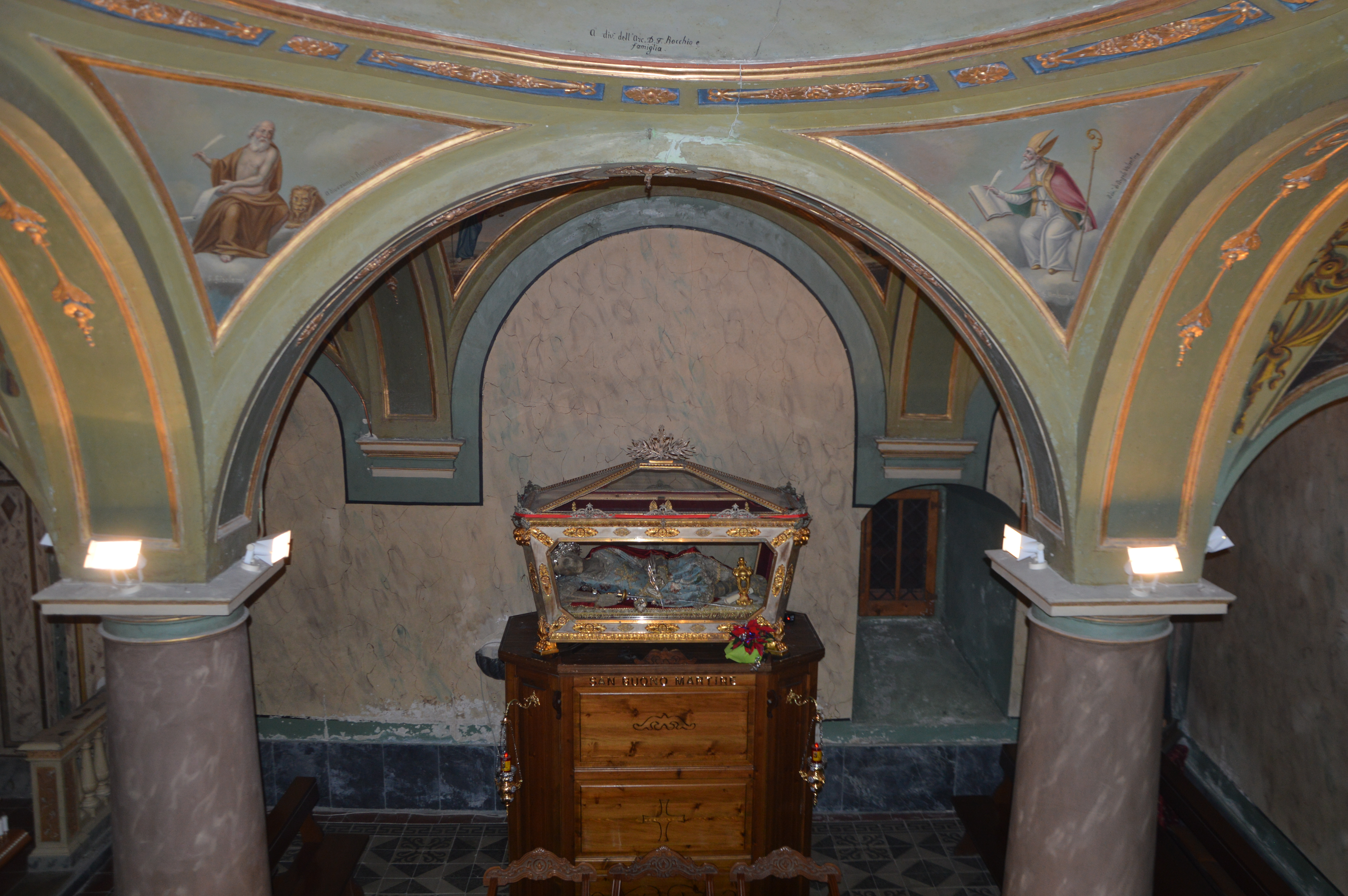
La cripta con le reliquie di San Buono Martire

La chiesa ha raggiunto il suo aspetto contemporaneo con gli interventi di ammodernamento della facciata, eseguiti dal corpo del genio civile di Chieti tra il 1958 al 1960 ad imitazione dello stile romanico.
L'edificio è a navata unica con pianta a croce latina e si sviluppa in un'alta aula con volte a botte e lunette nelle campate e con copertura a cupola nell'area del presbiterio.
Il linguaggio architettonico all'interno è in stile neoclassico ed è riccamente decorato dagli stucchi del pittore pescolano Gabriele Fagnani. Il progetto delle decorazioni avvenne nel 1892 ad opera dell'ingegnere carunchiese Filoteo Castelli.
Le decorazioni pittoriche sono opera dell'artista guardiese Fernando Palmerio, che affrescò, verso il 1900, le volte (Natività, Fuga in Egitto e Battesimo di Gesù) e i quattro pennacchi del tiburio (i Quattro evangelisti) e successivamente la cripta.
La chiesa ospita un altare marmoreo e un organo ligneo, dorato e policromo attribuibile ai fratelli D'Onofrio, entrambi settecenteschi, un battistero e un'acquasantiera del 1619 con scolpito lo stemma della famiglia Caracciolo.